# Sven Ole Schmidt
Sven Ole Schmidt (født 17. marts 1954) er en dansk skuespiller.
Han er uddannet på Århus Teaterakademi i 1984.

## Filmografi
- 1992 – Kærlighedens smerte – (Viggo)
- 1995 – Anton – (Mies far)
- 2002 – At kende sandheden – (Sløjdlæreren)
- 2003 – To ryk og en aflevering – (Gymnasielærer Ebbe)
- 2013 – Tarok (Kreaturhandleren)

### Tv-serier
- 2006 – P.I.S. Politiets Indsats Styrke (Svend Korner, 14. afsnit)
- 2007 – Mr. Poxycat & Co – (Hotel Manager, 1. afsnit)
- 2008 – Anna Pihl – (Allan, 28. afsnit)
- 2013 - Dicte – (Kurt, 1. og 2. afsnit)
- 2016 - "Broen II
- 2016 - "Norskov